# The Fake (film)
Pour plus de détails, voir Fiche technique et Distribution.
The Fake (사이비, Saibi) est un film sud-coréen réalisé par Yeon Sang-ho, sorti en 2013.
Il est présenté en section Vanguard au Festival international du film de Toronto 2013.

## Synopsis
Alors que leur municipalité devait être inondée pour faire place à la construction d'un nouveau barrage, les dévots d'un village rural ont fait confiance à Choi Gyeong-seok, un ancien de l'église qui promet de déplacer le troupeau. Choi dit aux villageois qu'ils vont construire une église et un nouveau complexe de logements où ils pourront tous vivre ensemble une fois la ville complètement submergée. Il dit également que seules 144 000 personnes peuvent aller au paradis et que les offrandes paroissiales sont obligatoires si l’on veut «s'assurer leur place». Même le très révéré Révérend Sung, un jeune et beau ministre qui a apparemment la capacité de guérir les malades, approuve les plans de Choi. Derrière son apparence de dévotion, cependant, Choi est un escroc pratiqué se présentant comme un représentant d'une fausse religion; son véritable objectif est de frauder les villageois de leur indemnité de réinstallation. Kim Min-chul, un parias sceptique qui découvre accidentellement des preuves des méfaits passés de Choi et se trouve soudainement en train de devenir le centre de la résistance contre l'institution de l'église.
Mais Min-chul lui-même n'est guère un saint. Un des personnages les plus vils et les plus indignes de confiance du village, Min-chul est un voyou de quartier peu vivant qui joue et boit trop. Il bat régulièrement sa femme et sa fille Young-sun, une jeune ouvrière qui économise pour son rêve de toujours d'aller à l'université à Séoul.
Personne dans le village ne croit que Min-Chul et ses tentatives d'exposer Choi aux autorités tombent dans l'oreille d'un sourd. Mais après que Choi ait forcé Young-sun à se prostituer, Min-chul devient obsédé par la vengeance et prend la décision fatale de prendre les choses en main.

## Fiche technique
- Titre original : 사이비, Saibi
- Titre français : The Fake
- Réalisation et scénario : Yeon Sang-ho
- Société de distribution : Next Entertainment World
- Pays d'origine : Corée du Sud
- Format : Couleurs - 35 mm
- Genre : animation, drame, thriller
- Durée : 101 minutes
- Date de sortie :
  - 7 septembre 2013 : (Festival international du film de Toronto 2013)

## Distribution
- Kim Jae-rok : Chilseong
- Kwon Hae-hyo : Choi Gyeongseok
- Park Hee-von : Kim Yeongseon
- Yang Ik-joon : Kim Mincheol
- Oh Jung-se : Sung Chul-woo